# سونيك شفل
سونيك شَفَل (بالإنجليزية: Sonic Shuffle)، هي لعبة فيديو يابانية، تم تطويرها ونشرها من قبل شركة سيغا، حيث تعمل اللعبة على منصة دريم كاست الحصرية، وصدرت اللعبة في الأسواق سنة 2000.